# Scacchi di Alice
| a8 | b8 | c8 | d8 | e8 | f8 | g8 | h8 |
| a7 | b7 | c7 | d7 | e7 | f7 | g7 | h7 |
| a6 | b6 | c6 | d6 | e6 | f6 | g6 | h6 |
| a5 | b5 | c5 | d5 | e5 | f5 | g5 | h5 |
| a4 | b4 | c4 | d4 | e4 | f4 | g4 | h4 |
| a3 | b3 | c3 | d3 | e3 | f3 | g3 | h3 |
| a2 | b2 | c2 | d2 | e2 | f2 | g2 | h2 |
| a1 | b1 | c1 | d1 | e1 | f1 | g1 | h1 |

| a8 | b8 | c8 | d8 | e8 | f8 | g8 | h8 |
| a7 | b7 | c7 | d7 | e7 | f7 | g7 | h7 |
| a6 | b6 | c6 | d6 | e6 | f6 | g6 | h6 |
| a5 | b5 | c5 | d5 | e5 | f5 | g5 | h5 |
| a4 | b4 | c4 | d4 | e4 | f4 | g4 | h4 |
| a3 | b3 | c3 | d3 | e3 | f3 | g3 | h3 |
| a2 | b2 | c2 | d2 | e2 | f2 | g2 | h2 |
| a1 | b1 | c1 | d1 | e1 | f1 | g1 | h1 |

| a8 | b8 | c8 | d8 | e8 | f8 | g8 | h8 |
| a7 | b7 | c7 | d7 | e7 | f7 | g7 | h7 |
| a6 | b6 | c6 | d6 | e6 | f6 | g6 | h6 |
| a5 | b5 | c5 | d5 | e5 | f5 | g5 | h5 |
| a4 | b4 | c4 | d4 | e4 | f4 | g4 | h4 |
| a3 | b3 | c3 | d3 | e3 | f3 | g3 | h3 |
| a2 | b2 | c2 | d2 | e2 | f2 | g2 | h2 |
| a1 | b1 | c1 | d1 | e1 | f1 | g1 | h1 |

| a8 | b8 | c8 | d8 | e8 | f8 | g8 | h8 |
| a7 | b7 | c7 | d7 | e7 | f7 | g7 | h7 |
| a6 | b6 | c6 | d6 | e6 | f6 | g6 | h6 |
| a5 | b5 | c5 | d5 | e5 | f5 | g5 | h5 |
| a4 | b4 | c4 | d4 | e4 | f4 | g4 | h4 |
| a3 | b3 | c3 | d3 | e3 | f3 | g3 | h3 |
| a2 | b2 | c2 | d2 | e2 | f2 | g2 | h2 |
| a1 | b1 | c1 | d1 | e1 | f1 | g1 | h1 |

Gli scacchi di Alice sono una variante di scacchi eterodossi che si gioca su due scacchiere. Tale variante è stata ideata da Vernon Rylands Parton, un giocatore di scacchi inglese. Il nome si ispira al personaggio del libro Attraverso lo specchio e quel che Alice vi trovò di Lewis Carroll.
Il gioco può essere giocato su una sola scacchiera finché non sono presenti due pezzi su una stessa casa, mettendo una pedina della dama sotto i pezzi che dovrebbero essere sulla scacchiera B oppure, nei computer, indicando i pezzi a testa in giù.

## Regole
| a8 | b8 | c8 | d8 | e8 | f8 | g8 | h8 |
| a7 | b7 | c7 | d7 | e7 | f7 | g7 | h7 |
| a6 | b6 | c6 | d6 | e6 | f6 | g6 | h6 |
| a5 | b5 | c5 | d5 | e5 | f5 | g5 | h5 |
| a4 | b4 | c4 | d4 | e4 | f4 | g4 | h4 |
| a3 | b3 | c3 | d3 | e3 | f3 | g3 | h3 |
| a2 | b2 | c2 | d2 | e2 | f2 | g2 | h2 |
| a1 | b1 | c1 | d1 | e1 | f1 | g1 | h1 |

| a8 | b8 | c8 | d8 | e8 | f8 | g8 | h8 |
| a7 | b7 | c7 | d7 | e7 | f7 | g7 | h7 |
| a6 | b6 | c6 | d6 | e6 | f6 | g6 | h6 |
| a5 | b5 | c5 | d5 | e5 | f5 | g5 | h5 |
| a4 | b4 | c4 | d4 | e4 | f4 | g4 | h4 |
| a3 | b3 | c3 | d3 | e3 | f3 | g3 | h3 |
| a2 | b2 | c2 | d2 | e2 | f2 | g2 | h2 |
| a1 | b1 | c1 | d1 | e1 | f1 | g1 | h1 |

| a8 | b8 | c8 | d8 | e8 | f8 | g8 | h8 |
| a7 | b7 | c7 | d7 | e7 | f7 | g7 | h7 |
| a6 | b6 | c6 | d6 | e6 | f6 | g6 | h6 |
| a5 | b5 | c5 | d5 | e5 | f5 | g5 | h5 |
| a4 | b4 | c4 | d4 | e4 | f4 | g4 | h4 |
| a3 | b3 | c3 | d3 | e3 | f3 | g3 | h3 |
| a2 | b2 | c2 | d2 | e2 | f2 | g2 | h2 |
| a1 | b1 | c1 | d1 | e1 | f1 | g1 | h1 |

| a8 | b8 | c8 | d8 | e8 | f8 | g8 | h8 |
| a7 | b7 | c7 | d7 | e7 | f7 | g7 | h7 |
| a6 | b6 | c6 | d6 | e6 | f6 | g6 | h6 |
| a5 | b5 | c5 | d5 | e5 | f5 | g5 | h5 |
| a4 | b4 | c4 | d4 | e4 | f4 | g4 | h4 |
| a3 | b3 | c3 | d3 | e3 | f3 | g3 | h3 |
| a2 | b2 | c2 | d2 | e2 | f2 | g2 | h2 |
| a1 | b1 | c1 | d1 | e1 | f1 | g1 | h1 |

Tutti i pezzi muovono come negli scacchi ortodossi, ma di solito non è consentito l'en passant. La posizione iniziale vede tutti i pezzi sulla scacchiera A, con la stessa disposizione degli scacchi tradizionali, e la scacchiera B vuota. Ogni volta che un pezzo viene mosso "passa attraverso lo specchio" e viene posizionato nell'altra scacchiera: se si trovava sulla scacchiera A passa nella B e viceversa. Ad esempio, dopo
1.Cf3 e6
entrambi i pezzi si trovano nelle loro case di destinazione sulla scacchiera B. Se il gioco continua con
2.Ce5 Ac5
il cavallo torna sulla scacchiera A, mentre l'alfiere andrà sulla scacchiera B.
| a8 | b8 | c8 | d8 | e8 | f8 | g8 | h8 |
| a7 | b7 | c7 | d7 | e7 | f7 | g7 | h7 |
| a6 | b6 | c6 | d6 | e6 | f6 | g6 | h6 |
| a5 | b5 | c5 | d5 | e5 | f5 | g5 | h5 |
| a4 | b4 | c4 | d4 | e4 | f4 | g4 | h4 |
| a3 | b3 | c3 | d3 | e3 | f3 | g3 | h3 |
| a2 | b2 | c2 | d2 | e2 | f2 | g2 | h2 |
| a1 | b1 | c1 | d1 | e1 | f1 | g1 | h1 |

| a8 | b8 | c8 | d8 | e8 | f8 | g8 | h8 |
| a7 | b7 | c7 | d7 | e7 | f7 | g7 | h7 |
| a6 | b6 | c6 | d6 | e6 | f6 | g6 | h6 |
| a5 | b5 | c5 | d5 | e5 | f5 | g5 | h5 |
| a4 | b4 | c4 | d4 | e4 | f4 | g4 | h4 |
| a3 | b3 | c3 | d3 | e3 | f3 | g3 | h3 |
| a2 | b2 | c2 | d2 | e2 | f2 | g2 | h2 |
| a1 | b1 | c1 | d1 | e1 | f1 | g1 | h1 |

| a8 | b8 | c8 | d8 | e8 | f8 | g8 | h8 |
| a7 | b7 | c7 | d7 | e7 | f7 | g7 | h7 |
| a6 | b6 | c6 | d6 | e6 | f6 | g6 | h6 |
| a5 | b5 | c5 | d5 | e5 | f5 | g5 | h5 |
| a4 | b4 | c4 | d4 | e4 | f4 | g4 | h4 |
| a3 | b3 | c3 | d3 | e3 | f3 | g3 | h3 |
| a2 | b2 | c2 | d2 | e2 | f2 | g2 | h2 |
| a1 | b1 | c1 | d1 | e1 | f1 | g1 | h1 |

| a8 | b8 | c8 | d8 | e8 | f8 | g8 | h8 |
| a7 | b7 | c7 | d7 | e7 | f7 | g7 | h7 |
| a6 | b6 | c6 | d6 | e6 | f6 | g6 | h6 |
| a5 | b5 | c5 | d5 | e5 | f5 | g5 | h5 |
| a4 | b4 | c4 | d4 | e4 | f4 | g4 | h4 |
| a3 | b3 | c3 | d3 | e3 | f3 | g3 | h3 |
| a2 | b2 | c2 | d2 | e2 | f2 | g2 | h2 |
| a1 | b1 | c1 | d1 | e1 | f1 | g1 | h1 |

Le mosse per essere legali devono essere legali sulla scacchiera di provenienza del pezzo, e la casa di destinazione deve essere libera. La cattura può essere eseguita solo verso pezzi che si trovano sulla stessa scacchiera. Il pezzo che effettua la cattura si muove comunque nell'altra scacchiera.
Se la partita sovrastante continua con
3.Cxf7
Il cavallo si sposta sulla scacchiera B. In tale posizione, entrambe le mosse 3...Rxf7 e 3...Axf2 sono illegali, così come è illegale 3...Dd4, perché la regina non può saltare il pedone in d7. 3...Ag1 è invece possibile, nonostante la presenza del pedone in f2 nella scacchiera A: l'alfiere parte infatti dalla scacchiera B, dove la mossa Ac5-g1 è legale, e la casa di destinazione sulla scacchiera A è libera.
| a8 | b8 | c8 | d8 | e8 | f8 | g8 | h8 |
| a7 | b7 | c7 | d7 | e7 | f7 | g7 | h7 |
| a6 | b6 | c6 | d6 | e6 | f6 | g6 | h6 |
| a5 | b5 | c5 | d5 | e5 | f5 | g5 | h5 |
| a4 | b4 | c4 | d4 | e4 | f4 | g4 | h4 |
| a3 | b3 | c3 | d3 | e3 | f3 | g3 | h3 |
| a2 | b2 | c2 | d2 | e2 | f2 | g2 | h2 |
| a1 | b1 | c1 | d1 | e1 | f1 | g1 | h1 |

| a8 | b8 | c8 | d8 | e8 | f8 | g8 | h8 |
| a7 | b7 | c7 | d7 | e7 | f7 | g7 | h7 |
| a6 | b6 | c6 | d6 | e6 | f6 | g6 | h6 |
| a5 | b5 | c5 | d5 | e5 | f5 | g5 | h5 |
| a4 | b4 | c4 | d4 | e4 | f4 | g4 | h4 |
| a3 | b3 | c3 | d3 | e3 | f3 | g3 | h3 |
| a2 | b2 | c2 | d2 | e2 | f2 | g2 | h2 |
| a1 | b1 | c1 | d1 | e1 | f1 | g1 | h1 |

| a8 | b8 | c8 | d8 | e8 | f8 | g8 | h8 |
| a7 | b7 | c7 | d7 | e7 | f7 | g7 | h7 |
| a6 | b6 | c6 | d6 | e6 | f6 | g6 | h6 |
| a5 | b5 | c5 | d5 | e5 | f5 | g5 | h5 |
| a4 | b4 | c4 | d4 | e4 | f4 | g4 | h4 |
| a3 | b3 | c3 | d3 | e3 | f3 | g3 | h3 |
| a2 | b2 | c2 | d2 | e2 | f2 | g2 | h2 |
| a1 | b1 | c1 | d1 | e1 | f1 | g1 | h1 |

| a8 | b8 | c8 | d8 | e8 | f8 | g8 | h8 |
| a7 | b7 | c7 | d7 | e7 | f7 | g7 | h7 |
| a6 | b6 | c6 | d6 | e6 | f6 | g6 | h6 |
| a5 | b5 | c5 | d5 | e5 | f5 | g5 | h5 |
| a4 | b4 | c4 | d4 | e4 | f4 | g4 | h4 |
| a3 | b3 | c3 | d3 | e3 | f3 | g3 | h3 |
| a2 | b2 | c2 | d2 | e2 | f2 | g2 | h2 |
| a1 | b1 | c1 | d1 | e1 | f1 | g1 | h1 |

## Partite di esempio

### Il matto dell'imbecille
Esistono parecchi matti dell'imbecille, come ad esempio
1.e4 d5 2.Ae2 dxe4?? 3.Ab5#
Il nero non può interporre alcun pezzo, perché andrebbe a finire nella scacchiera opposta. Il re non può fuggire, perché l'unica mossa disponibile, Rd7, non è legale nella scacchiera di partenza.
Altra partita molto breve è
1.e4 d6 2.Ac4 Dxd2?? 3.Ab5#
| a8 | b8 | c8 | d8 | e8 | f8 | g8 | h8 |
| a7 | b7 | c7 | d7 | e7 | f7 | g7 | h7 |
| a6 | b6 | c6 | d6 | e6 | f6 | g6 | h6 |
| a5 | b5 | c5 | d5 | e5 | f5 | g5 | h5 |
| a4 | b4 | c4 | d4 | e4 | f4 | g4 | h4 |
| a3 | b3 | c3 | d3 | e3 | f3 | g3 | h3 |
| a2 | b2 | c2 | d2 | e2 | f2 | g2 | h2 |
| a1 | b1 | c1 | d1 | e1 | f1 | g1 | h1 |

| a8 | b8 | c8 | d8 | e8 | f8 | g8 | h8 |
| a7 | b7 | c7 | d7 | e7 | f7 | g7 | h7 |
| a6 | b6 | c6 | d6 | e6 | f6 | g6 | h6 |
| a5 | b5 | c5 | d5 | e5 | f5 | g5 | h5 |
| a4 | b4 | c4 | d4 | e4 | f4 | g4 | h4 |
| a3 | b3 | c3 | d3 | e3 | f3 | g3 | h3 |
| a2 | b2 | c2 | d2 | e2 | f2 | g2 | h2 |
| a1 | b1 | c1 | d1 | e1 | f1 | g1 | h1 |

| a8 | b8 | c8 | d8 | e8 | f8 | g8 | h8 |
| a7 | b7 | c7 | d7 | e7 | f7 | g7 | h7 |
| a6 | b6 | c6 | d6 | e6 | f6 | g6 | h6 |
| a5 | b5 | c5 | d5 | e5 | f5 | g5 | h5 |
| a4 | b4 | c4 | d4 | e4 | f4 | g4 | h4 |
| a3 | b3 | c3 | d3 | e3 | f3 | g3 | h3 |
| a2 | b2 | c2 | d2 | e2 | f2 | g2 | h2 |
| a1 | b1 | c1 | d1 | e1 | f1 | g1 | h1 |

| a8 | b8 | c8 | d8 | e8 | f8 | g8 | h8 |
| a7 | b7 | c7 | d7 | e7 | f7 | g7 | h7 |
| a6 | b6 | c6 | d6 | e6 | f6 | g6 | h6 |
| a5 | b5 | c5 | d5 | e5 | f5 | g5 | h5 |
| a4 | b4 | c4 | d4 | e4 | f4 | g4 | h4 |
| a3 | b3 | c3 | d3 | e3 | f3 | g3 | h3 |
| a2 | b2 | c2 | d2 | e2 | f2 | g2 | h2 |
| a1 | b1 | c1 | d1 | e1 | f1 | g1 | h1 |

### Il matto del barbiere
1.e4 h5 2.Ae2 Th4 3.Axh5 Txe4+ 4.Rf1 d5 5.De2 (con l'idea di 6.Db5#) 5...Ah3#
Le due scacchiere sovrapposte mostrano una posizione ortodossa, dove Ah3 è sotto un doppio attacco, la sua diagonale è bloccata in g2 e il re bianco ha una casa di fuga in e1; ma l'interpretazione degli scacchi di Alice è invece un matto.
| a8 | b8 | c8 | d8 | e8 | f8 | g8 | h8 |
| a7 | b7 | c7 | d7 | e7 | f7 | g7 | h7 |
| a6 | b6 | c6 | d6 | e6 | f6 | g6 | h6 |
| a5 | b5 | c5 | d5 | e5 | f5 | g5 | h5 |
| a4 | b4 | c4 | d4 | e4 | f4 | g4 | h4 |
| a3 | b3 | c3 | d3 | e3 | f3 | g3 | h3 |
| a2 | b2 | c2 | d2 | e2 | f2 | g2 | h2 |
| a1 | b1 | c1 | d1 | e1 | f1 | g1 | h1 |

| a8 | b8 | c8 | d8 | e8 | f8 | g8 | h8 |
| a7 | b7 | c7 | d7 | e7 | f7 | g7 | h7 |
| a6 | b6 | c6 | d6 | e6 | f6 | g6 | h6 |
| a5 | b5 | c5 | d5 | e5 | f5 | g5 | h5 |
| a4 | b4 | c4 | d4 | e4 | f4 | g4 | h4 |
| a3 | b3 | c3 | d3 | e3 | f3 | g3 | h3 |
| a2 | b2 | c2 | d2 | e2 | f2 | g2 | h2 |
| a1 | b1 | c1 | d1 | e1 | f1 | g1 | h1 |

| a8 | b8 | c8 | d8 | e8 | f8 | g8 | h8 |
| a7 | b7 | c7 | d7 | e7 | f7 | g7 | h7 |
| a6 | b6 | c6 | d6 | e6 | f6 | g6 | h6 |
| a5 | b5 | c5 | d5 | e5 | f5 | g5 | h5 |
| a4 | b4 | c4 | d4 | e4 | f4 | g4 | h4 |
| a3 | b3 | c3 | d3 | e3 | f3 | g3 | h3 |
| a2 | b2 | c2 | d2 | e2 | f2 | g2 | h2 |
| a1 | b1 | c1 | d1 | e1 | f1 | g1 | h1 |

| a8 | b8 | c8 | d8 | e8 | f8 | g8 | h8 |
| a7 | b7 | c7 | d7 | e7 | f7 | g7 | h7 |
| a6 | b6 | c6 | d6 | e6 | f6 | g6 | h6 |
| a5 | b5 | c5 | d5 | e5 | f5 | g5 | h5 |
| a4 | b4 | c4 | d4 | e4 | f4 | g4 | h4 |
| a3 | b3 | c3 | d3 | e3 | f3 | g3 | h3 |
| a2 | b2 | c2 | d2 | e2 | f2 | g2 | h2 |
| a1 | b1 | c1 | d1 | e1 | f1 | g1 | h1 |

### Partita di esempio: Paul Yearout vs George Jelliss, AISE Grand Prix 1996
In questa partita il ritorno dei pezzi sulla scacchiera A è indicato con /A.
1.d3 Cf6 2.Cc3 c5 3.Dd2 Cc6
Per dare scacco al re è necessario portare i pezzi sulla scacchiera opposta
4.d4/A Tb8
Questa linea di sviluppo delle torri è comune negli scacchi di Alice
5.e3 g5
Questo previene Ag5 o Af4
6.f4 Tbg8/A
proteggendo Pg5 sull'altra scacchiera
7.Cd5/A h6 8.Cf3 gxf4/A
Ce4 era migliore
9.Axf4 Tg4 10.Ae5/A Th5 11.O-O-O
(vedi diagramma) Il re è ora più sicuro sulla seconda scacchiera. La regina nera è praticamente inchiodata: 11..Dc7/b6?? 12. Dd8#
11..Ce4/A 12.Ac7 Ta4/A 13.Aa6 Ag7 14.Ab5/A Tc4+ 15.Rb1/A Tf5/A 16.Aa5/A
Tentativi disperati per salvare la regina bloccata
16..Txd5 17.Dxd5/A Dxa5
minacciando 18...Da1#
18.a3 Dd2/A 19.Dxd7+ Rf8 20.Dxg7/A Dc3
ferma Dh8#
21.Td8 Il nero abbandona 1-0
nota che dopo 21...Ad7/Ae6/Cf6 22. Dg8/Te8/Dh8#
|   | a | b | c | d | e | f | g | h |   |
| 8 | a8 torre del nero · b8 donna del nero · c8 re del nero · d8 torre del nero · a7 cavallo del nero · b7 alfiere del nero · c7 alfiere del nero · d7 cavallo del nero · a6 pedone del nero · b6 pedone del nero · c6 pedone del nero · d6 pedone del nero · a3 pedone del bianco · b3 pedone del bianco · c3 pedone del bianco · d3 pedone del bianco · a2 cavallo del bianco · b2 alfiere del bianco · c2 alfiere del bianco · d2 cavallo del bianco · a1 torre del bianco · b1 donna del bianco · c1 re del bianco · d1 torre del bianco | a8 torre del nero · b8 donna del nero · c8 re del nero · d8 torre del nero · a7 cavallo del nero · b7 alfiere del nero · c7 alfiere del nero · d7 cavallo del nero · a6 pedone del nero · b6 pedone del nero · c6 pedone del nero · d6 pedone del nero · a3 pedone del bianco · b3 pedone del bianco · c3 pedone del bianco · d3 pedone del bianco · a2 cavallo del bianco · b2 alfiere del bianco · c2 alfiere del bianco · d2 cavallo del bianco · a1 torre del bianco · b1 donna del bianco · c1 re del bianco · d1 torre del bianco | a8 torre del nero · b8 donna del nero · c8 re del nero · d8 torre del nero · a7 cavallo del nero · b7 alfiere del nero · c7 alfiere del nero · d7 cavallo del nero · a6 pedone del nero · b6 pedone del nero · c6 pedone del nero · d6 pedone del nero · a3 pedone del bianco · b3 pedone del bianco · c3 pedone del bianco · d3 pedone del bianco · a2 cavallo del bianco · b2 alfiere del bianco · c2 alfiere del bianco · d2 cavallo del bianco · a1 torre del bianco · b1 donna del bianco · c1 re del bianco · d1 torre del bianco | a8 torre del nero · b8 donna del nero · c8 re del nero · d8 torre del nero · a7 cavallo del nero · b7 alfiere del nero · c7 alfiere del nero · d7 cavallo del nero · a6 pedone del nero · b6 pedone del nero · c6 pedone del nero · d6 pedone del nero · a3 pedone del bianco · b3 pedone del bianco · c3 pedone del bianco · d3 pedone del bianco · a2 cavallo del bianco · b2 alfiere del bianco · c2 alfiere del bianco · d2 cavallo del bianco · a1 torre del bianco · b1 donna del bianco · c1 re del bianco · d1 torre del bianco | a8 torre del nero · b8 donna del nero · c8 re del nero · d8 torre del nero · a7 cavallo del nero · b7 alfiere del nero · c7 alfiere del nero · d7 cavallo del nero · a6 pedone del nero · b6 pedone del nero · c6 pedone del nero · d6 pedone del nero · a3 pedone del bianco · b3 pedone del bianco · c3 pedone del bianco · d3 pedone del bianco · a2 cavallo del bianco · b2 alfiere del bianco · c2 alfiere del bianco · d2 cavallo del bianco · a1 torre del bianco · b1 donna del bianco · c1 re del bianco · d1 torre del bianco | a8 torre del nero · b8 donna del nero · c8 re del nero · d8 torre del nero · a7 cavallo del nero · b7 alfiere del nero · c7 alfiere del nero · d7 cavallo del nero · a6 pedone del nero · b6 pedone del nero · c6 pedone del nero · d6 pedone del nero · a3 pedone del bianco · b3 pedone del bianco · c3 pedone del bianco · d3 pedone del bianco · a2 cavallo del bianco · b2 alfiere del bianco · c2 alfiere del bianco · d2 cavallo del bianco · a1 torre del bianco · b1 donna del bianco · c1 re del bianco · d1 torre del bianco | a8 torre del nero · b8 donna del nero · c8 re del nero · d8 torre del nero · a7 cavallo del nero · b7 alfiere del nero · c7 alfiere del nero · d7 cavallo del nero · a6 pedone del nero · b6 pedone del nero · c6 pedone del nero · d6 pedone del nero · a3 pedone del bianco · b3 pedone del bianco · c3 pedone del bianco · d3 pedone del bianco · a2 cavallo del bianco · b2 alfiere del bianco · c2 alfiere del bianco · d2 cavallo del bianco · a1 torre del bianco · b1 donna del bianco · c1 re del bianco · d1 torre del bianco | a8 torre del nero · b8 donna del nero · c8 re del nero · d8 torre del nero · a7 cavallo del nero · b7 alfiere del nero · c7 alfiere del nero · d7 cavallo del nero · a6 pedone del nero · b6 pedone del nero · c6 pedone del nero · d6 pedone del nero · a3 pedone del bianco · b3 pedone del bianco · c3 pedone del bianco · d3 pedone del bianco · a2 cavallo del bianco · b2 alfiere del bianco · c2 alfiere del bianco · d2 cavallo del bianco · a1 torre del bianco · b1 donna del bianco · c1 re del bianco · d1 torre del bianco | 8 |
| 7 | a8 torre del nero · b8 donna del nero · c8 re del nero · d8 torre del nero · a7 cavallo del nero · b7 alfiere del nero · c7 alfiere del nero · d7 cavallo del nero · a6 pedone del nero · b6 pedone del nero · c6 pedone del nero · d6 pedone del nero · a3 pedone del bianco · b3 pedone del bianco · c3 pedone del bianco · d3 pedone del bianco · a2 cavallo del bianco · b2 alfiere del bianco · c2 alfiere del bianco · d2 cavallo del bianco · a1 torre del bianco · b1 donna del bianco · c1 re del bianco · d1 torre del bianco | a8 torre del nero · b8 donna del nero · c8 re del nero · d8 torre del nero · a7 cavallo del nero · b7 alfiere del nero · c7 alfiere del nero · d7 cavallo del nero · a6 pedone del nero · b6 pedone del nero · c6 pedone del nero · d6 pedone del nero · a3 pedone del bianco · b3 pedone del bianco · c3 pedone del bianco · d3 pedone del bianco · a2 cavallo del bianco · b2 alfiere del bianco · c2 alfiere del bianco · d2 cavallo del bianco · a1 torre del bianco · b1 donna del bianco · c1 re del bianco · d1 torre del bianco | a8 torre del nero · b8 donna del nero · c8 re del nero · d8 torre del nero · a7 cavallo del nero · b7 alfiere del nero · c7 alfiere del nero · d7 cavallo del nero · a6 pedone del nero · b6 pedone del nero · c6 pedone del nero · d6 pedone del nero · a3 pedone del bianco · b3 pedone del bianco · c3 pedone del bianco · d3 pedone del bianco · a2 cavallo del bianco · b2 alfiere del bianco · c2 alfiere del bianco · d2 cavallo del bianco · a1 torre del bianco · b1 donna del bianco · c1 re del bianco · d1 torre del bianco | a8 torre del nero · b8 donna del nero · c8 re del nero · d8 torre del nero · a7 cavallo del nero · b7 alfiere del nero · c7 alfiere del nero · d7 cavallo del nero · a6 pedone del nero · b6 pedone del nero · c6 pedone del nero · d6 pedone del nero · a3 pedone del bianco · b3 pedone del bianco · c3 pedone del bianco · d3 pedone del bianco · a2 cavallo del bianco · b2 alfiere del bianco · c2 alfiere del bianco · d2 cavallo del bianco · a1 torre del bianco · b1 donna del bianco · c1 re del bianco · d1 torre del bianco | a8 torre del nero · b8 donna del nero · c8 re del nero · d8 torre del nero · a7 cavallo del nero · b7 alfiere del nero · c7 alfiere del nero · d7 cavallo del nero · a6 pedone del nero · b6 pedone del nero · c6 pedone del nero · d6 pedone del nero · a3 pedone del bianco · b3 pedone del bianco · c3 pedone del bianco · d3 pedone del bianco · a2 cavallo del bianco · b2 alfiere del bianco · c2 alfiere del bianco · d2 cavallo del bianco · a1 torre del bianco · b1 donna del bianco · c1 re del bianco · d1 torre del bianco | a8 torre del nero · b8 donna del nero · c8 re del nero · d8 torre del nero · a7 cavallo del nero · b7 alfiere del nero · c7 alfiere del nero · d7 cavallo del nero · a6 pedone del nero · b6 pedone del nero · c6 pedone del nero · d6 pedone del nero · a3 pedone del bianco · b3 pedone del bianco · c3 pedone del bianco · d3 pedone del bianco · a2 cavallo del bianco · b2 alfiere del bianco · c2 alfiere del bianco · d2 cavallo del bianco · a1 torre del bianco · b1 donna del bianco · c1 re del bianco · d1 torre del bianco | a8 torre del nero · b8 donna del nero · c8 re del nero · d8 torre del nero · a7 cavallo del nero · b7 alfiere del nero · c7 alfiere del nero · d7 cavallo del nero · a6 pedone del nero · b6 pedone del nero · c6 pedone del nero · d6 pedone del nero · a3 pedone del bianco · b3 pedone del bianco · c3 pedone del bianco · d3 pedone del bianco · a2 cavallo del bianco · b2 alfiere del bianco · c2 alfiere del bianco · d2 cavallo del bianco · a1 torre del bianco · b1 donna del bianco · c1 re del bianco · d1 torre del bianco | a8 torre del nero · b8 donna del nero · c8 re del nero · d8 torre del nero · a7 cavallo del nero · b7 alfiere del nero · c7 alfiere del nero · d7 cavallo del nero · a6 pedone del nero · b6 pedone del nero · c6 pedone del nero · d6 pedone del nero · a3 pedone del bianco · b3 pedone del bianco · c3 pedone del bianco · d3 pedone del bianco · a2 cavallo del bianco · b2 alfiere del bianco · c2 alfiere del bianco · d2 cavallo del bianco · a1 torre del bianco · b1 donna del bianco · c1 re del bianco · d1 torre del bianco | 7 |
| 6 | a8 torre del nero · b8 donna del nero · c8 re del nero · d8 torre del nero · a7 cavallo del nero · b7 alfiere del nero · c7 alfiere del nero · d7 cavallo del nero · a6 pedone del nero · b6 pedone del nero · c6 pedone del nero · d6 pedone del nero · a3 pedone del bianco · b3 pedone del bianco · c3 pedone del bianco · d3 pedone del bianco · a2 cavallo del bianco · b2 alfiere del bianco · c2 alfiere del bianco · d2 cavallo del bianco · a1 torre del bianco · b1 donna del bianco · c1 re del bianco · d1 torre del bianco | a8 torre del nero · b8 donna del nero · c8 re del nero · d8 torre del nero · a7 cavallo del nero · b7 alfiere del nero · c7 alfiere del nero · d7 cavallo del nero · a6 pedone del nero · b6 pedone del nero · c6 pedone del nero · d6 pedone del nero · a3 pedone del bianco · b3 pedone del bianco · c3 pedone del bianco · d3 pedone del bianco · a2 cavallo del bianco · b2 alfiere del bianco · c2 alfiere del bianco · d2 cavallo del bianco · a1 torre del bianco · b1 donna del bianco · c1 re del bianco · d1 torre del bianco | a8 torre del nero · b8 donna del nero · c8 re del nero · d8 torre del nero · a7 cavallo del nero · b7 alfiere del nero · c7 alfiere del nero · d7 cavallo del nero · a6 pedone del nero · b6 pedone del nero · c6 pedone del nero · d6 pedone del nero · a3 pedone del bianco · b3 pedone del bianco · c3 pedone del bianco · d3 pedone del bianco · a2 cavallo del bianco · b2 alfiere del bianco · c2 alfiere del bianco · d2 cavallo del bianco · a1 torre del bianco · b1 donna del bianco · c1 re del bianco · d1 torre del bianco | a8 torre del nero · b8 donna del nero · c8 re del nero · d8 torre del nero · a7 cavallo del nero · b7 alfiere del nero · c7 alfiere del nero · d7 cavallo del nero · a6 pedone del nero · b6 pedone del nero · c6 pedone del nero · d6 pedone del nero · a3 pedone del bianco · b3 pedone del bianco · c3 pedone del bianco · d3 pedone del bianco · a2 cavallo del bianco · b2 alfiere del bianco · c2 alfiere del bianco · d2 cavallo del bianco · a1 torre del bianco · b1 donna del bianco · c1 re del bianco · d1 torre del bianco | a8 torre del nero · b8 donna del nero · c8 re del nero · d8 torre del nero · a7 cavallo del nero · b7 alfiere del nero · c7 alfiere del nero · d7 cavallo del nero · a6 pedone del nero · b6 pedone del nero · c6 pedone del nero · d6 pedone del nero · a3 pedone del bianco · b3 pedone del bianco · c3 pedone del bianco · d3 pedone del bianco · a2 cavallo del bianco · b2 alfiere del bianco · c2 alfiere del bianco · d2 cavallo del bianco · a1 torre del bianco · b1 donna del bianco · c1 re del bianco · d1 torre del bianco | a8 torre del nero · b8 donna del nero · c8 re del nero · d8 torre del nero · a7 cavallo del nero · b7 alfiere del nero · c7 alfiere del nero · d7 cavallo del nero · a6 pedone del nero · b6 pedone del nero · c6 pedone del nero · d6 pedone del nero · a3 pedone del bianco · b3 pedone del bianco · c3 pedone del bianco · d3 pedone del bianco · a2 cavallo del bianco · b2 alfiere del bianco · c2 alfiere del bianco · d2 cavallo del bianco · a1 torre del bianco · b1 donna del bianco · c1 re del bianco · d1 torre del bianco | a8 torre del nero · b8 donna del nero · c8 re del nero · d8 torre del nero · a7 cavallo del nero · b7 alfiere del nero · c7 alfiere del nero · d7 cavallo del nero · a6 pedone del nero · b6 pedone del nero · c6 pedone del nero · d6 pedone del nero · a3 pedone del bianco · b3 pedone del bianco · c3 pedone del bianco · d3 pedone del bianco · a2 cavallo del bianco · b2 alfiere del bianco · c2 alfiere del bianco · d2 cavallo del bianco · a1 torre del bianco · b1 donna del bianco · c1 re del bianco · d1 torre del bianco | a8 torre del nero · b8 donna del nero · c8 re del nero · d8 torre del nero · a7 cavallo del nero · b7 alfiere del nero · c7 alfiere del nero · d7 cavallo del nero · a6 pedone del nero · b6 pedone del nero · c6 pedone del nero · d6 pedone del nero · a3 pedone del bianco · b3 pedone del bianco · c3 pedone del bianco · d3 pedone del bianco · a2 cavallo del bianco · b2 alfiere del bianco · c2 alfiere del bianco · d2 cavallo del bianco · a1 torre del bianco · b1 donna del bianco · c1 re del bianco · d1 torre del bianco | 6 |
| 5 | a8 torre del nero · b8 donna del nero · c8 re del nero · d8 torre del nero · a7 cavallo del nero · b7 alfiere del nero · c7 alfiere del nero · d7 cavallo del nero · a6 pedone del nero · b6 pedone del nero · c6 pedone del nero · d6 pedone del nero · a3 pedone del bianco · b3 pedone del bianco · c3 pedone del bianco · d3 pedone del bianco · a2 cavallo del bianco · b2 alfiere del bianco · c2 alfiere del bianco · d2 cavallo del bianco · a1 torre del bianco · b1 donna del bianco · c1 re del bianco · d1 torre del bianco | a8 torre del nero · b8 donna del nero · c8 re del nero · d8 torre del nero · a7 cavallo del nero · b7 alfiere del nero · c7 alfiere del nero · d7 cavallo del nero · a6 pedone del nero · b6 pedone del nero · c6 pedone del nero · d6 pedone del nero · a3 pedone del bianco · b3 pedone del bianco · c3 pedone del bianco · d3 pedone del bianco · a2 cavallo del bianco · b2 alfiere del bianco · c2 alfiere del bianco · d2 cavallo del bianco · a1 torre del bianco · b1 donna del bianco · c1 re del bianco · d1 torre del bianco | a8 torre del nero · b8 donna del nero · c8 re del nero · d8 torre del nero · a7 cavallo del nero · b7 alfiere del nero · c7 alfiere del nero · d7 cavallo del nero · a6 pedone del nero · b6 pedone del nero · c6 pedone del nero · d6 pedone del nero · a3 pedone del bianco · b3 pedone del bianco · c3 pedone del bianco · d3 pedone del bianco · a2 cavallo del bianco · b2 alfiere del bianco · c2 alfiere del bianco · d2 cavallo del bianco · a1 torre del bianco · b1 donna del bianco · c1 re del bianco · d1 torre del bianco | a8 torre del nero · b8 donna del nero · c8 re del nero · d8 torre del nero · a7 cavallo del nero · b7 alfiere del nero · c7 alfiere del nero · d7 cavallo del nero · a6 pedone del nero · b6 pedone del nero · c6 pedone del nero · d6 pedone del nero · a3 pedone del bianco · b3 pedone del bianco · c3 pedone del bianco · d3 pedone del bianco · a2 cavallo del bianco · b2 alfiere del bianco · c2 alfiere del bianco · d2 cavallo del bianco · a1 torre del bianco · b1 donna del bianco · c1 re del bianco · d1 torre del bianco | a8 torre del nero · b8 donna del nero · c8 re del nero · d8 torre del nero · a7 cavallo del nero · b7 alfiere del nero · c7 alfiere del nero · d7 cavallo del nero · a6 pedone del nero · b6 pedone del nero · c6 pedone del nero · d6 pedone del nero · a3 pedone del bianco · b3 pedone del bianco · c3 pedone del bianco · d3 pedone del bianco · a2 cavallo del bianco · b2 alfiere del bianco · c2 alfiere del bianco · d2 cavallo del bianco · a1 torre del bianco · b1 donna del bianco · c1 re del bianco · d1 torre del bianco | a8 torre del nero · b8 donna del nero · c8 re del nero · d8 torre del nero · a7 cavallo del nero · b7 alfiere del nero · c7 alfiere del nero · d7 cavallo del nero · a6 pedone del nero · b6 pedone del nero · c6 pedone del nero · d6 pedone del nero · a3 pedone del bianco · b3 pedone del bianco · c3 pedone del bianco · d3 pedone del bianco · a2 cavallo del bianco · b2 alfiere del bianco · c2 alfiere del bianco · d2 cavallo del bianco · a1 torre del bianco · b1 donna del bianco · c1 re del bianco · d1 torre del bianco | a8 torre del nero · b8 donna del nero · c8 re del nero · d8 torre del nero · a7 cavallo del nero · b7 alfiere del nero · c7 alfiere del nero · d7 cavallo del nero · a6 pedone del nero · b6 pedone del nero · c6 pedone del nero · d6 pedone del nero · a3 pedone del bianco · b3 pedone del bianco · c3 pedone del bianco · d3 pedone del bianco · a2 cavallo del bianco · b2 alfiere del bianco · c2 alfiere del bianco · d2 cavallo del bianco · a1 torre del bianco · b1 donna del bianco · c1 re del bianco · d1 torre del bianco | a8 torre del nero · b8 donna del nero · c8 re del nero · d8 torre del nero · a7 cavallo del nero · b7 alfiere del nero · c7 alfiere del nero · d7 cavallo del nero · a6 pedone del nero · b6 pedone del nero · c6 pedone del nero · d6 pedone del nero · a3 pedone del bianco · b3 pedone del bianco · c3 pedone del bianco · d3 pedone del bianco · a2 cavallo del bianco · b2 alfiere del bianco · c2 alfiere del bianco · d2 cavallo del bianco · a1 torre del bianco · b1 donna del bianco · c1 re del bianco · d1 torre del bianco | 5 |
| 4 | a8 torre del nero · b8 donna del nero · c8 re del nero · d8 torre del nero · a7 cavallo del nero · b7 alfiere del nero · c7 alfiere del nero · d7 cavallo del nero · a6 pedone del nero · b6 pedone del nero · c6 pedone del nero · d6 pedone del nero · a3 pedone del bianco · b3 pedone del bianco · c3 pedone del bianco · d3 pedone del bianco · a2 cavallo del bianco · b2 alfiere del bianco · c2 alfiere del bianco · d2 cavallo del bianco · a1 torre del bianco · b1 donna del bianco · c1 re del bianco · d1 torre del bianco | a8 torre del nero · b8 donna del nero · c8 re del nero · d8 torre del nero · a7 cavallo del nero · b7 alfiere del nero · c7 alfiere del nero · d7 cavallo del nero · a6 pedone del nero · b6 pedone del nero · c6 pedone del nero · d6 pedone del nero · a3 pedone del bianco · b3 pedone del bianco · c3 pedone del bianco · d3 pedone del bianco · a2 cavallo del bianco · b2 alfiere del bianco · c2 alfiere del bianco · d2 cavallo del bianco · a1 torre del bianco · b1 donna del bianco · c1 re del bianco · d1 torre del bianco | a8 torre del nero · b8 donna del nero · c8 re del nero · d8 torre del nero · a7 cavallo del nero · b7 alfiere del nero · c7 alfiere del nero · d7 cavallo del nero · a6 pedone del nero · b6 pedone del nero · c6 pedone del nero · d6 pedone del nero · a3 pedone del bianco · b3 pedone del bianco · c3 pedone del bianco · d3 pedone del bianco · a2 cavallo del bianco · b2 alfiere del bianco · c2 alfiere del bianco · d2 cavallo del bianco · a1 torre del bianco · b1 donna del bianco · c1 re del bianco · d1 torre del bianco | a8 torre del nero · b8 donna del nero · c8 re del nero · d8 torre del nero · a7 cavallo del nero · b7 alfiere del nero · c7 alfiere del nero · d7 cavallo del nero · a6 pedone del nero · b6 pedone del nero · c6 pedone del nero · d6 pedone del nero · a3 pedone del bianco · b3 pedone del bianco · c3 pedone del bianco · d3 pedone del bianco · a2 cavallo del bianco · b2 alfiere del bianco · c2 alfiere del bianco · d2 cavallo del bianco · a1 torre del bianco · b1 donna del bianco · c1 re del bianco · d1 torre del bianco | a8 torre del nero · b8 donna del nero · c8 re del nero · d8 torre del nero · a7 cavallo del nero · b7 alfiere del nero · c7 alfiere del nero · d7 cavallo del nero · a6 pedone del nero · b6 pedone del nero · c6 pedone del nero · d6 pedone del nero · a3 pedone del bianco · b3 pedone del bianco · c3 pedone del bianco · d3 pedone del bianco · a2 cavallo del bianco · b2 alfiere del bianco · c2 alfiere del bianco · d2 cavallo del bianco · a1 torre del bianco · b1 donna del bianco · c1 re del bianco · d1 torre del bianco | a8 torre del nero · b8 donna del nero · c8 re del nero · d8 torre del nero · a7 cavallo del nero · b7 alfiere del nero · c7 alfiere del nero · d7 cavallo del nero · a6 pedone del nero · b6 pedone del nero · c6 pedone del nero · d6 pedone del nero · a3 pedone del bianco · b3 pedone del bianco · c3 pedone del bianco · d3 pedone del bianco · a2 cavallo del bianco · b2 alfiere del bianco · c2 alfiere del bianco · d2 cavallo del bianco · a1 torre del bianco · b1 donna del bianco · c1 re del bianco · d1 torre del bianco | a8 torre del nero · b8 donna del nero · c8 re del nero · d8 torre del nero · a7 cavallo del nero · b7 alfiere del nero · c7 alfiere del nero · d7 cavallo del nero · a6 pedone del nero · b6 pedone del nero · c6 pedone del nero · d6 pedone del nero · a3 pedone del bianco · b3 pedone del bianco · c3 pedone del bianco · d3 pedone del bianco · a2 cavallo del bianco · b2 alfiere del bianco · c2 alfiere del bianco · d2 cavallo del bianco · a1 torre del bianco · b1 donna del bianco · c1 re del bianco · d1 torre del bianco | a8 torre del nero · b8 donna del nero · c8 re del nero · d8 torre del nero · a7 cavallo del nero · b7 alfiere del nero · c7 alfiere del nero · d7 cavallo del nero · a6 pedone del nero · b6 pedone del nero · c6 pedone del nero · d6 pedone del nero · a3 pedone del bianco · b3 pedone del bianco · c3 pedone del bianco · d3 pedone del bianco · a2 cavallo del bianco · b2 alfiere del bianco · c2 alfiere del bianco · d2 cavallo del bianco · a1 torre del bianco · b1 donna del bianco · c1 re del bianco · d1 torre del bianco | 4 |
| 3 | a8 torre del nero · b8 donna del nero · c8 re del nero · d8 torre del nero · a7 cavallo del nero · b7 alfiere del nero · c7 alfiere del nero · d7 cavallo del nero · a6 pedone del nero · b6 pedone del nero · c6 pedone del nero · d6 pedone del nero · a3 pedone del bianco · b3 pedone del bianco · c3 pedone del bianco · d3 pedone del bianco · a2 cavallo del bianco · b2 alfiere del bianco · c2 alfiere del bianco · d2 cavallo del bianco · a1 torre del bianco · b1 donna del bianco · c1 re del bianco · d1 torre del bianco | a8 torre del nero · b8 donna del nero · c8 re del nero · d8 torre del nero · a7 cavallo del nero · b7 alfiere del nero · c7 alfiere del nero · d7 cavallo del nero · a6 pedone del nero · b6 pedone del nero · c6 pedone del nero · d6 pedone del nero · a3 pedone del bianco · b3 pedone del bianco · c3 pedone del bianco · d3 pedone del bianco · a2 cavallo del bianco · b2 alfiere del bianco · c2 alfiere del bianco · d2 cavallo del bianco · a1 torre del bianco · b1 donna del bianco · c1 re del bianco · d1 torre del bianco | a8 torre del nero · b8 donna del nero · c8 re del nero · d8 torre del nero · a7 cavallo del nero · b7 alfiere del nero · c7 alfiere del nero · d7 cavallo del nero · a6 pedone del nero · b6 pedone del nero · c6 pedone del nero · d6 pedone del nero · a3 pedone del bianco · b3 pedone del bianco · c3 pedone del bianco · d3 pedone del bianco · a2 cavallo del bianco · b2 alfiere del bianco · c2 alfiere del bianco · d2 cavallo del bianco · a1 torre del bianco · b1 donna del bianco · c1 re del bianco · d1 torre del bianco | a8 torre del nero · b8 donna del nero · c8 re del nero · d8 torre del nero · a7 cavallo del nero · b7 alfiere del nero · c7 alfiere del nero · d7 cavallo del nero · a6 pedone del nero · b6 pedone del nero · c6 pedone del nero · d6 pedone del nero · a3 pedone del bianco · b3 pedone del bianco · c3 pedone del bianco · d3 pedone del bianco · a2 cavallo del bianco · b2 alfiere del bianco · c2 alfiere del bianco · d2 cavallo del bianco · a1 torre del bianco · b1 donna del bianco · c1 re del bianco · d1 torre del bianco | a8 torre del nero · b8 donna del nero · c8 re del nero · d8 torre del nero · a7 cavallo del nero · b7 alfiere del nero · c7 alfiere del nero · d7 cavallo del nero · a6 pedone del nero · b6 pedone del nero · c6 pedone del nero · d6 pedone del nero · a3 pedone del bianco · b3 pedone del bianco · c3 pedone del bianco · d3 pedone del bianco · a2 cavallo del bianco · b2 alfiere del bianco · c2 alfiere del bianco · d2 cavallo del bianco · a1 torre del bianco · b1 donna del bianco · c1 re del bianco · d1 torre del bianco | a8 torre del nero · b8 donna del nero · c8 re del nero · d8 torre del nero · a7 cavallo del nero · b7 alfiere del nero · c7 alfiere del nero · d7 cavallo del nero · a6 pedone del nero · b6 pedone del nero · c6 pedone del nero · d6 pedone del nero · a3 pedone del bianco · b3 pedone del bianco · c3 pedone del bianco · d3 pedone del bianco · a2 cavallo del bianco · b2 alfiere del bianco · c2 alfiere del bianco · d2 cavallo del bianco · a1 torre del bianco · b1 donna del bianco · c1 re del bianco · d1 torre del bianco | a8 torre del nero · b8 donna del nero · c8 re del nero · d8 torre del nero · a7 cavallo del nero · b7 alfiere del nero · c7 alfiere del nero · d7 cavallo del nero · a6 pedone del nero · b6 pedone del nero · c6 pedone del nero · d6 pedone del nero · a3 pedone del bianco · b3 pedone del bianco · c3 pedone del bianco · d3 pedone del bianco · a2 cavallo del bianco · b2 alfiere del bianco · c2 alfiere del bianco · d2 cavallo del bianco · a1 torre del bianco · b1 donna del bianco · c1 re del bianco · d1 torre del bianco | a8 torre del nero · b8 donna del nero · c8 re del nero · d8 torre del nero · a7 cavallo del nero · b7 alfiere del nero · c7 alfiere del nero · d7 cavallo del nero · a6 pedone del nero · b6 pedone del nero · c6 pedone del nero · d6 pedone del nero · a3 pedone del bianco · b3 pedone del bianco · c3 pedone del bianco · d3 pedone del bianco · a2 cavallo del bianco · b2 alfiere del bianco · c2 alfiere del bianco · d2 cavallo del bianco · a1 torre del bianco · b1 donna del bianco · c1 re del bianco · d1 torre del bianco | 3 |
| 2 | a8 torre del nero · b8 donna del nero · c8 re del nero · d8 torre del nero · a7 cavallo del nero · b7 alfiere del nero · c7 alfiere del nero · d7 cavallo del nero · a6 pedone del nero · b6 pedone del nero · c6 pedone del nero · d6 pedone del nero · a3 pedone del bianco · b3 pedone del bianco · c3 pedone del bianco · d3 pedone del bianco · a2 cavallo del bianco · b2 alfiere del bianco · c2 alfiere del bianco · d2 cavallo del bianco · a1 torre del bianco · b1 donna del bianco · c1 re del bianco · d1 torre del bianco | a8 torre del nero · b8 donna del nero · c8 re del nero · d8 torre del nero · a7 cavallo del nero · b7 alfiere del nero · c7 alfiere del nero · d7 cavallo del nero · a6 pedone del nero · b6 pedone del nero · c6 pedone del nero · d6 pedone del nero · a3 pedone del bianco · b3 pedone del bianco · c3 pedone del bianco · d3 pedone del bianco · a2 cavallo del bianco · b2 alfiere del bianco · c2 alfiere del bianco · d2 cavallo del bianco · a1 torre del bianco · b1 donna del bianco · c1 re del bianco · d1 torre del bianco | a8 torre del nero · b8 donna del nero · c8 re del nero · d8 torre del nero · a7 cavallo del nero · b7 alfiere del nero · c7 alfiere del nero · d7 cavallo del nero · a6 pedone del nero · b6 pedone del nero · c6 pedone del nero · d6 pedone del nero · a3 pedone del bianco · b3 pedone del bianco · c3 pedone del bianco · d3 pedone del bianco · a2 cavallo del bianco · b2 alfiere del bianco · c2 alfiere del bianco · d2 cavallo del bianco · a1 torre del bianco · b1 donna del bianco · c1 re del bianco · d1 torre del bianco | a8 torre del nero · b8 donna del nero · c8 re del nero · d8 torre del nero · a7 cavallo del nero · b7 alfiere del nero · c7 alfiere del nero · d7 cavallo del nero · a6 pedone del nero · b6 pedone del nero · c6 pedone del nero · d6 pedone del nero · a3 pedone del bianco · b3 pedone del bianco · c3 pedone del bianco · d3 pedone del bianco · a2 cavallo del bianco · b2 alfiere del bianco · c2 alfiere del bianco · d2 cavallo del bianco · a1 torre del bianco · b1 donna del bianco · c1 re del bianco · d1 torre del bianco | a8 torre del nero · b8 donna del nero · c8 re del nero · d8 torre del nero · a7 cavallo del nero · b7 alfiere del nero · c7 alfiere del nero · d7 cavallo del nero · a6 pedone del nero · b6 pedone del nero · c6 pedone del nero · d6 pedone del nero · a3 pedone del bianco · b3 pedone del bianco · c3 pedone del bianco · d3 pedone del bianco · a2 cavallo del bianco · b2 alfiere del bianco · c2 alfiere del bianco · d2 cavallo del bianco · a1 torre del bianco · b1 donna del bianco · c1 re del bianco · d1 torre del bianco | a8 torre del nero · b8 donna del nero · c8 re del nero · d8 torre del nero · a7 cavallo del nero · b7 alfiere del nero · c7 alfiere del nero · d7 cavallo del nero · a6 pedone del nero · b6 pedone del nero · c6 pedone del nero · d6 pedone del nero · a3 pedone del bianco · b3 pedone del bianco · c3 pedone del bianco · d3 pedone del bianco · a2 cavallo del bianco · b2 alfiere del bianco · c2 alfiere del bianco · d2 cavallo del bianco · a1 torre del bianco · b1 donna del bianco · c1 re del bianco · d1 torre del bianco | a8 torre del nero · b8 donna del nero · c8 re del nero · d8 torre del nero · a7 cavallo del nero · b7 alfiere del nero · c7 alfiere del nero · d7 cavallo del nero · a6 pedone del nero · b6 pedone del nero · c6 pedone del nero · d6 pedone del nero · a3 pedone del bianco · b3 pedone del bianco · c3 pedone del bianco · d3 pedone del bianco · a2 cavallo del bianco · b2 alfiere del bianco · c2 alfiere del bianco · d2 cavallo del bianco · a1 torre del bianco · b1 donna del bianco · c1 re del bianco · d1 torre del bianco | a8 torre del nero · b8 donna del nero · c8 re del nero · d8 torre del nero · a7 cavallo del nero · b7 alfiere del nero · c7 alfiere del nero · d7 cavallo del nero · a6 pedone del nero · b6 pedone del nero · c6 pedone del nero · d6 pedone del nero · a3 pedone del bianco · b3 pedone del bianco · c3 pedone del bianco · d3 pedone del bianco · a2 cavallo del bianco · b2 alfiere del bianco · c2 alfiere del bianco · d2 cavallo del bianco · a1 torre del bianco · b1 donna del bianco · c1 re del bianco · d1 torre del bianco | 2 |
| 1 | a8 torre del nero · b8 donna del nero · c8 re del nero · d8 torre del nero · a7 cavallo del nero · b7 alfiere del nero · c7 alfiere del nero · d7 cavallo del nero · a6 pedone del nero · b6 pedone del nero · c6 pedone del nero · d6 pedone del nero · a3 pedone del bianco · b3 pedone del bianco · c3 pedone del bianco · d3 pedone del bianco · a2 cavallo del bianco · b2 alfiere del bianco · c2 alfiere del bianco · d2 cavallo del bianco · a1 torre del bianco · b1 donna del bianco · c1 re del bianco · d1 torre del bianco | a8 torre del nero · b8 donna del nero · c8 re del nero · d8 torre del nero · a7 cavallo del nero · b7 alfiere del nero · c7 alfiere del nero · d7 cavallo del nero · a6 pedone del nero · b6 pedone del nero · c6 pedone del nero · d6 pedone del nero · a3 pedone del bianco · b3 pedone del bianco · c3 pedone del bianco · d3 pedone del bianco · a2 cavallo del bianco · b2 alfiere del bianco · c2 alfiere del bianco · d2 cavallo del bianco · a1 torre del bianco · b1 donna del bianco · c1 re del bianco · d1 torre del bianco | a8 torre del nero · b8 donna del nero · c8 re del nero · d8 torre del nero · a7 cavallo del nero · b7 alfiere del nero · c7 alfiere del nero · d7 cavallo del nero · a6 pedone del nero · b6 pedone del nero · c6 pedone del nero · d6 pedone del nero · a3 pedone del bianco · b3 pedone del bianco · c3 pedone del bianco · d3 pedone del bianco · a2 cavallo del bianco · b2 alfiere del bianco · c2 alfiere del bianco · d2 cavallo del bianco · a1 torre del bianco · b1 donna del bianco · c1 re del bianco · d1 torre del bianco | a8 torre del nero · b8 donna del nero · c8 re del nero · d8 torre del nero · a7 cavallo del nero · b7 alfiere del nero · c7 alfiere del nero · d7 cavallo del nero · a6 pedone del nero · b6 pedone del nero · c6 pedone del nero · d6 pedone del nero · a3 pedone del bianco · b3 pedone del bianco · c3 pedone del bianco · d3 pedone del bianco · a2 cavallo del bianco · b2 alfiere del bianco · c2 alfiere del bianco · d2 cavallo del bianco · a1 torre del bianco · b1 donna del bianco · c1 re del bianco · d1 torre del bianco | a8 torre del nero · b8 donna del nero · c8 re del nero · d8 torre del nero · a7 cavallo del nero · b7 alfiere del nero · c7 alfiere del nero · d7 cavallo del nero · a6 pedone del nero · b6 pedone del nero · c6 pedone del nero · d6 pedone del nero · a3 pedone del bianco · b3 pedone del bianco · c3 pedone del bianco · d3 pedone del bianco · a2 cavallo del bianco · b2 alfiere del bianco · c2 alfiere del bianco · d2 cavallo del bianco · a1 torre del bianco · b1 donna del bianco · c1 re del bianco · d1 torre del bianco | a8 torre del nero · b8 donna del nero · c8 re del nero · d8 torre del nero · a7 cavallo del nero · b7 alfiere del nero · c7 alfiere del nero · d7 cavallo del nero · a6 pedone del nero · b6 pedone del nero · c6 pedone del nero · d6 pedone del nero · a3 pedone del bianco · b3 pedone del bianco · c3 pedone del bianco · d3 pedone del bianco · a2 cavallo del bianco · b2 alfiere del bianco · c2 alfiere del bianco · d2 cavallo del bianco · a1 torre del bianco · b1 donna del bianco · c1 re del bianco · d1 torre del bianco | a8 torre del nero · b8 donna del nero · c8 re del nero · d8 torre del nero · a7 cavallo del nero · b7 alfiere del nero · c7 alfiere del nero · d7 cavallo del nero · a6 pedone del nero · b6 pedone del nero · c6 pedone del nero · d6 pedone del nero · a3 pedone del bianco · b3 pedone del bianco · c3 pedone del bianco · d3 pedone del bianco · a2 cavallo del bianco · b2 alfiere del bianco · c2 alfiere del bianco · d2 cavallo del bianco · a1 torre del bianco · b1 donna del bianco · c1 re del bianco · d1 torre del bianco | a8 torre del nero · b8 donna del nero · c8 re del nero · d8 torre del nero · a7 cavallo del nero · b7 alfiere del nero · c7 alfiere del nero · d7 cavallo del nero · a6 pedone del nero · b6 pedone del nero · c6 pedone del nero · d6 pedone del nero · a3 pedone del bianco · b3 pedone del bianco · c3 pedone del bianco · d3 pedone del bianco · a2 cavallo del bianco · b2 alfiere del bianco · c2 alfiere del bianco · d2 cavallo del bianco · a1 torre del bianco · b1 donna del bianco · c1 re del bianco · d1 torre del bianco | 1 |
|   | a | b | c | d | e | f | g | h |   |

## Varianti
Il gioco può subire alcune modifiche minori. Ad esempio il bianco e il nero possono iniziare il gioco ciascuno su una delle due scacchiere, oppure può essere consentita una mossa nulla che consente al pezzo di passare alla scacchiera opposta nella casa corrispondente a quella di partenza.
Si possono usare inoltre tre scacchiere, spostando i pezzi nell'ordine A, B, C oppure lasciando al giocatore la scelta della scacchiera di destinazione. Le regole degli scacchi di Alice possono inoltre essere applicate ad altre varianti degli scacchi.
Parton suggerì anche una versione ridotta del gioco, su una sola scacchiera, come nel diagramma a lato.